# Liste der Biografien/Wup
Liste der Biografien |
Portal Biografien |
Personensuche
# |
A |
B |
C |
D |
E |
F |
G |
H |
I |
J |
K |
L |
M |
N |
O |
P |
Q |
R |
S |
T |
U |
V |
W |
X |
Y |
Z |
?
 
Wa |
Wc |
Wd |
We |
Wh |
Wi |
Wj |
Wl |
Wn |
Wo |
Wr |
Ws |
Wt |
Wu |
Ww |
Wy |
Wz
 
Wua |
Wub |
Wuc |
Wud |
Wue |
Wuf |
Wug |
Wuh |
Wui |
Wuj |
Wuk |
Wul |
Wum |
Wun |
Wuo |
Wup |
Wur |
Wus |
Wut |
Wuw |
Wuy |
Wuz
Die Liste der Biografien führt alle Personen auf, die in der deutschsprachigen Wikipedia einen Artikel haben. Dieses ist eine Teilliste mit 12 Einträgen von Personen, deren Namen mit den Buchstaben „Wup“ beginnt.

## Wup

### Wupp
- Wüpper, Heinz Detlef (1911–1995), deutscher Töpfermeister und Bildhauer
- Wupper, Horst (* 1939), deutscher Elektrotechniker und Hochschullehrer
- Wüpper, Thomas (* 1962), deutscher Schauspieler
- Wuppermann, Adolar-Hermann (1886–1958), deutscher Generalmajor der Luftwaffe im Zweiten Weltkrieg
- Wuppermann, August Theodor (1898–1966), deutscher Stahl-Unternehmer
- Wuppermann, Heinrich Theodor (1835–1907), deutscher Landwirt und Unternehmer der Montanindustrie
- Wüppermann, Johann Friedrich Anton (1790–1879), deutscher Kaufmann und Chef des Hamburger Bürgermilitär
- Wuppermann, Johann Kaspar (1669–1742), Bürgermeister in Elberfeld
- Wuppermann, Johann Rütger (1679–1759), deutscher Politiker und Bürgermeister von Elberfeld
- Wuppermann, Siegfried (1916–2005), deutscher Seeoffizier, zuletzt Fregattenkapitän der Reserve der Bundesmarine
- Wuppesahl, Carl (1873–1954), deutscher Kaufmann und Assekuranzmakler, Politiker, MdBB
- Wüppesahl, Thomas (* 1955), deutscher Politiker (Bündnis 90/Die Grünen), MdBThomas Wüppesahl (* 1955)

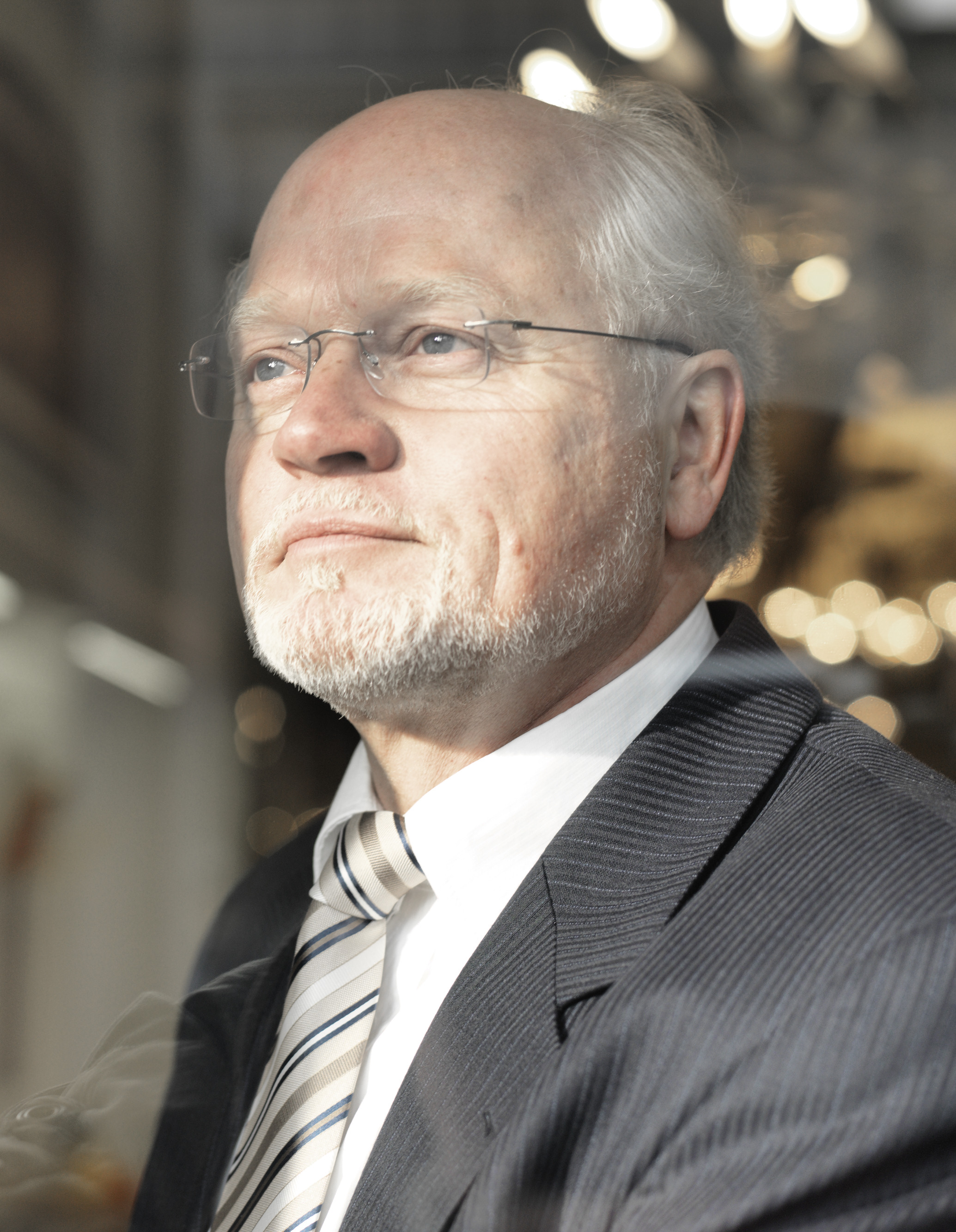
Thomas Wüppesahl (* 1955)